# Beats International
Beats International war ein britisches Musikprojekt. Es wurde 1989 in Brighton von dem Musiker Norman Cook und der Sängerin Lindy Layton ins Leben gerufen.

## Geschichte
Cook gründete Beats International ein Jahr nach der Auflösung seiner Band The Housemartins. Mit der ersten Single Dub Be Good to Me, einer Dub-Reggae-Coverversion des Hits Just Be Good to Me der S.O.S. Band aus dem Jahr 1983, erreichte Beats International Anfang März 1990 Platz eins der britischen Singlecharts und hielt sich dort für vier Wochen. In den deutschen Singlecharts schaffte es das Lied bis auf Platz vier. Das Sample stammt ursprünglich von The Clash (Guns of Brixton).
Auch die Nachfolgesingle Won’t Talk About It, die Cook ursprünglich mit Billy Bragg aufgenommen hatte, erreichte in Großbritannien die Top Ten. Vier weiteren Singles platzierten sich zwar in den englischen Charts, erreichten jedoch nur mittlere Platzierungen.
1992 löste Cook die Band wieder auf und wandte sich seinem neuen Projekt Freak Power zu. Seine größten Soloerfolge hatte Norman Cook später unter dem Namen Fatboy Slim.

## Diskografie

### Alben
| Jahr | Titel              | Höchstplatzierung, Gesamtwochen, AuszeichnungChartplatzierungen (Jahr, Titel, Platzierungen, Wochen, Auszeichnungen, Anmerkungen) | Höchstplatzierung, Gesamtwochen, AuszeichnungChartplatzierungen (Jahr, Titel, Platzierungen, Wochen, Auszeichnungen, Anmerkungen) | Höchstplatzierung, Gesamtwochen, AuszeichnungChartplatzierungen (Jahr, Titel, Platzierungen, Wochen, Auszeichnungen, Anmerkungen) | Höchstplatzierung, Gesamtwochen, AuszeichnungChartplatzierungen (Jahr, Titel, Platzierungen, Wochen, Auszeichnungen, Anmerkungen) | Höchstplatzierung, Gesamtwochen, AuszeichnungChartplatzierungen (Jahr, Titel, Platzierungen, Wochen, Auszeichnungen, Anmerkungen) | Anmerkungen |
| Jahr | Titel              | DE | AT | CH | UK | US | Anmerkungen |
| ---- | ------------------ | --- | --- | --- | --- | --- | ----------- |
| 1990 | Let Them Eat Bingo | DE41 (12 Wo.)DE | AT23 (5 Wo.)AT | CH30 (3 Wo.)CH | UK17 Gold · (15 Wo.)UK | US162 (6 Wo.)US |             |

Weitere Alben
- 1990: Let Them Eat Remixes
- 1991: Excursion on the Version
- 2007: Eat Bingo + Remix (2 CDs)
- 2007: Floorfillers Anthems

### Singles
| Jahr | Titel Album                                    | Höchstplatzierung, Gesamtwochen, AuszeichnungChartplatzierungen (Jahr, Titel, Album, Platzierungen, Wochen, Auszeichnungen, Anmerkungen) | Höchstplatzierung, Gesamtwochen, AuszeichnungChartplatzierungen (Jahr, Titel, Album, Platzierungen, Wochen, Auszeichnungen, Anmerkungen) | Höchstplatzierung, Gesamtwochen, AuszeichnungChartplatzierungen (Jahr, Titel, Album, Platzierungen, Wochen, Auszeichnungen, Anmerkungen) | Höchstplatzierung, Gesamtwochen, AuszeichnungChartplatzierungen (Jahr, Titel, Album, Platzierungen, Wochen, Auszeichnungen, Anmerkungen) | Höchstplatzierung, Gesamtwochen, AuszeichnungChartplatzierungen (Jahr, Titel, Album, Platzierungen, Wochen, Auszeichnungen, Anmerkungen) | Anmerkungen |
| Jahr | Titel Album                                    | DE | AT | CH | UK | US | Anmerkungen |
| ---- | ---------------------------------------------- | --- | --- | --- | --- | --- | --- |
| 1990 | Dub Be Good to Me Let Them Eat Bingo           | DE4 (19 Wo.)DE | AT2 (14 Wo.)AT | CH6 (12 Wo.)CH | UK1 Gold · (13 Wo.)UK | US76 (5 Wo.)US | Erstveröffentlichung: 29. Januar 1990 Beats International feat. Lindy Autoren: Jimmy Jam und Terry Lewis, Norman Cook Original: The S. O. S. Band – Just Be Good to Me, 1983 |
| 1990 | Won’t Talk About It Let Them Eat Bingo         | DE26 (10 Wo.)DE | AT27 (1 Wo.)AT | CH24 (5 Wo.)CH | UK9 (7 Wo.)UK | US76 (8 Wo.)US | Erstveröffentlichung: 30. April 1990 Autoren: Billy Bragg, Kevin Smith, Norman Cook, Rodney Stone                                                                            |
| 1990 | Burundi Blues Let Them Eat Bingo               | — | — | — | UK51 (3 Wo.)UK | — | Erstveröffentlichung: 3. September 1990 Traditional, Produzent: Norman Cook                                                                                                  |
| 1991 | Echo Chamber Excursion on the Version          | — | — | — | UK60 (2 Wo.)UK | — | Autor und Produzent: Norman Cook |
| 1991 | The Sun Doesn’t Shine Excursion on the Version | DE87 (6 Wo.)DE | — | — | UK66 (2 Wo.)UK | — | Autor und Produzent: Norman Cook |
| 1991 | In the Ghetto Excursion on the Version         | DE89 (4 Wo.)DE | — | — | UK44 (3 Wo.)UK | — | Autor: Mac Davis, Produzent: Norman Cook Original: Elvis Presley, 1969 |

Weitere Singles
- 1989: For Spacious Lies
- 1990: Bingo Beats
- 1992: Change Your Mind

## Auszeichnungen für Musikverkäufe
| Goldene Schallplatte - Australien - 1990: für die Single Dub Be Good to Me - Neuseeland - 1992: für die Single In the Ghetto |

Anmerkung: Auszeichnungen in Ländern aus den Charttabellen bzw. Chartboxen sind in ebendiesen zu finden.
| Land/RegionAuszeichnungen für Musikverkäufe (Land/Region, Auszeichnungen, Verkäufe, Quellen) | Gold     | Platin | Verkäufe | Quellen         |
| -------------------------------------------------------------------------------------------- | -------- | ------ | -------- | --------------- |
| Australien (ARIA)                                                                            | Gold1    | —      | 35.000   | aria.com.au     |
| Neuseeland (RMNZ)                                                                            | Gold1    | —      | 5.000    | Einzelnachweise |
| Vereinigtes Königreich (BPI)                                                                 | 2× Gold2 | —      | 500.000  | bpi.co.uk       |
| Insgesamt                                                                                    | 4× Gold4 | —      |          |                 |